# Reinhard Ludwig zu Solms-Hohensolms-Lich
Reinhard Ludwig zu Solms-Hohensolms-Lich (* 17. September 1867 in Lich; † 12. April 1951 ebenda) war ein deutscher Politiker, Offizier und Abgeordneter.

## Leben
Reinhard war der zweite Sohn des Fürsten Hermann zu Solms-Hohensolms-Lich (1838–1899) und dessen Gemahlin Gräfin Agnes zu Stolberg-Wernigerode (1842–1904), einer Tochter des Generals Wilhelm zu Stolberg-Wernigerode. Die hessische Großherzogin Eleonore war seine Schwester.
Er war Oberstleutnant à la suite der königlich preußischen Armee und 1914 bis 1915 bevollmächtigter Vertreter seines Neffen Georg Friedrich Fürst zu Solms-Braunfels in der 1. Kammer der Landstände des Großherzogtums Hessen. Im Rang eines Oberstleutnants bekleidete er von 1915 bis 1917 den Kommandeursposten des Regiments der Gardes du Corps, eines Kürassierregiments in der königlich preußischen Garde-Kavallerie.
Reinhard Ludwig Prinz zu Solms-Hohensolms-Lich übernahm 1920 die Leitung des Hauses Lich, nachdem sein Vorgänger, der ältere Bruder Fürst Karl gestorben war. Bis zu seinem Tod blieb er Chef des Hauses; sein Nachfolger war sein ältester Enkel, Philipp Reinhard zu Solms-Hohensolms-Lich. Er traf 1924 die Entscheidung, die Burg Hohensolms der Christdeutschen Jugend zu überlassen.

## Ehe und Nachkommen
Er heiratete am 14. November 1898 in Schloss Klitschdorf, Provinz Schlesien die Gräfin Marka Klara Rosa (1879–1965), die Tochter des Grafen Otto Carl Constantin zu Solms-Sonnenwalde (1845–1886) und der Helene Gräfin zu Solms-Baruth. Aus dieser Ehe gingen sechs Kinder hervor:
- Rosa Helena (1901–1963), verheiratet mit Viktor Adolf zu Bentheim und Steinfurt
- Hermann (1902–1940), u. a. Vater von Philipp Reinhard zu Solms-Hohensolms-Lich und Hermann Otto Solms
- Carl Friedrich (1903–2004)
- Friederike Marie (1905–1995)
- Christine (1908–1960)
- Marie-Anna (1910–2002), verheiratet mit Christof Burggraf und Graf zu Dohna-Schlobitten (1904–1994)